# Hrušovský důl
Hrušovský důl byl černouhelný hlubinný důl, který se nacházel v jihovýchodní části katastru obce Hrušov. Důl patřil mezi uhelné doly společnosti Vítkovické horní a hutní těžířstvo.

## Historie

### Kutací práce
V prostoru budoucího Hrušovského dolu byly založeny před rokem 1838 dvě kutací jámy. Zakladatelem byla Rudolfova huť ve Vítkovicích. V roce 1838 bylo dosaženo první sloje s uhlím a ohlášen její nález. V roce 1839 byla udělena propůjčka dvou důlních měr. Do roku 1848 v okolí jámy v dobývacím poli byly hloubeny další kutací jámy s možností dalšího rozšíření důlního pole.

#### Dědičná štola Barbora
V roce 1840 v blízkosti Hrušovského rybníka byla založená dědičná štola sv. Barbora. Pro bližší určení její ústí bylo asi 110 m severozápadně od později založeného dolu Ida. Štola byla 692 m dlouhá. Sloužila k odvádění vody, k štolovému dobývání uhlí a později jako výdušné dílo mělkého napojeného na důl č. 1. V období let 1841 – 1842 byly vyhloubeny Světlík č. 1 (15 m hluboký) a Světlík č. 2 (17 m hluboký) pro zajištění větrání štoly.

### Hrušovský důl
V roce 1844 byly dvě kutací jámy z roku 1838 přebudovány na jámy těžní a jámu větrní. Tím byl založen Důl č.1 (Schacht No I) nebo také podle místa kde se nacházel Hrušovský důl (Hruschauer Grube, také Strojní důl). Zakladatelem byl nový vlastník Rudolfovy huti Salomon Mayer Rothschild. Těžní jáma byla prohloubena do hloubky 92 m a vybavena parním těžním strojem o výkonu 20 HP. Tato jáma byla jámou vtažnou, těžní a sloužila pro jízdu havířů. Důl měl 3 těžní patra a jednu štolu (sv. Barbora), která tvořila výdušné patro. Důl byl propojen s dalšími původně kutacími jámami.
Druhá kutací jáma 25 m vzdálena od těžní jámy, hluboká 97 m, byla přebudována na jámu výdušnou a vodní. Větrání dolu bylo přirozené a napojené na štolu sv. Barbora. K čerpání důlní vody na povrch a částečně do dědičné štoly sv. Barbora sloužilo parní přímoúčinné tahadlové čerpadlo o výkonu 60 HP.
Ve druhém pololetí roku 1874 byla větrní jáma prohlubována z hloubky 97 m na 286 m v roce 1876. Jáma byla převedena k dolu Ida jako jáma č. 1 a nadále sloužila jako jáma vodní. V období od února 1878 do 10. dubna 1878 byla jáma prohloubena do hloubky 303 m. Profil jámy byl 2,8 x 3 m, byla v dřevěné výztuží, rozdělená na oddělení lezní, pro čerpání vody a dvěma malými těžními odděleními. Od roku 1891 se stala jámou výdušnou. Byla vybavena ventilátorem Pelzer s oběžným kolem o průměru 3200 mm. Spolu s ventilátorem Ritinger na těžní jámě odsával 1200 m3/min. Pravděpodobně od roku 1892 větrní jáma č. 1 začala sloužit i pro větrání sousedního důlního pole dolu Terezie. V roce 1916 byla větrní jáma č. 1 vybavena ventilátorem Capell, sací výkon 36 až 40 m3/s, který byl vyrobený v Železárnách Vítkovice. Ventilátor byl poháněn elektrickým motorem vyrobeným firmou Bergmanovy závody, Podmokly a byl funkční do roku 1969. V roce 1918 byla jáma prohloubena na konečnou hloubku 334 m. Průřez jámy byl segmentový (3x3,25m) do hloubky 260 m, pak kruhový (průměr 3,6 m). Od roku 1924 sloužila větrná jáma výlučně pro důl Terezie. Do správy dolu Terezie (Petr Bezruč) byla převedena 1. října 1963. Likvidace jámy zasypáním byla zahájená 17. prosince 1967. V roce 1969 zůstala část jámy nezasypaná, úsek 200 m pod hloubkou 96 m. V roce 1977 byla jáma zasypána struskou. Důvodem bylo odvodnění stařin. Voda procházela struskou na pomocnou čerpací stanici.
Nová jáma č. II byla založena před rokem 1846 a od roku 1884 přestala být využívána. Jámový stvol měl segmentový průřez se třemi odděleními a byl ve výdřevě. Nová jáma byla uzavřena poklopem a byla v reservě pro případ otvírky východního pole dolu Ida, k tomu nedošlo.

## Těžba uhlí
Důl byl činný od roku 1884 do 1876. Dobývány byly sloje svrchních hrušovských vrstev ostravského souvrství. Dobývalo se postupem z pole na zával. V úrovni dědičné štoly sv. Barbory bylo těžní štolové patro (později výdušné), jehož hloubka se pohybovala od 9,5 m do 33 m. Další těžní patra byla v hloubce 62,5 m a v hloubce 90 m. Sloje vykazovaly malý výskyt metanu a uhlí bylo vhodné ke koksování. Hrušovský důl měl pro úpravu uhlí uhelný mlýn a 10 pracích skříní.
Ukončení těžby probíhalo postupně od roku 1873 (spojené sloje 7a 8), 1875 (sloj 10) a 1876 (sloj 9). V roce 1876 byla těžní jáma zasypána a činnost dolu ukončena.

## Údaje o Hrušovském dole
Údaje dle
| Název                   | Druh jámy             | Založení  | délka štol v m | hloubka jámy v m | těžba       | vytěženo         | likvidace | dobývací pole v ha | poznámka |
| ----------------------- | --------------------- | --------- | -------------- | ---------------- | ----------- | ---------------- | --------- | ------------------ | -------- |
| Hrušovská těžní 1       | kutací, těžní, vtažná | 1838      |                | 92               | 1854 – 1876 | 8 – 40 tisíc tun | 1884      | 197,3              |          |
| Hrušovská větrní 1      | větrní, vodní         | 1838      |                | 334              |             |                  | 1969      | 197,3              |          |
| sv. Barbora             | dědičná štola         | 1840      | 694            |                  | 1854 – 1876 |                  | 1876      | 197,3              |          |
| Jáma 6                  | kutací                | 1842      |                | 81               |             |                  | 1884      | 197,3              |          |
| Jáma č. II (Nová č. II) | Větrní                | před 1846 |                | 55               |             |                  | 1884      | 197,3              |          |
| Duklice                 | Větrní                | 1845      |                | 20               |             |                  | 1862      | 197,3              |          |
| Kutací 3                | kutací, větrní        | 1840      |                | 41               |             |                  | 1864      | 197,3              |          |
| Kutací 4                | kutací                | 1841      |                | 27               |             |                  | 1864      | 197,3              |          |
| Kutací 7                | kutací                | 1844      |                | 27               |             |                  | 1864      | 197,3              |          |
| Kutací 8                | kutací                | 1844      |                | 30               |             |                  | 1860      | 197,3              |          |
| Kutací 9                | kutací, větrní        | 1844      |                | 18               |             |                  | 1856      | 197,3              |          |
| Kutací 10               | kutací, vetrní        | 1844      |                | 15               |             |                  | 1876      | 197,3              |          |
| Kutací 13               | kutací                | 1845      |                | 25               |             |                  | 1864      | 197,3              |          |
| Kutací 14               | kutací                | 1845      |                | 14               |             |                  | 1864      | 197,3              |          |
| Kutací 15               | kutací                | 1845      |                | 21               |             |                  | 19. st.   | 197,3              |          |
| Kutací 16               | kutací                | 1845      |                | 20               |             |                  | 19. st.   | 197,3              |          |
| Kutací 17               | kutací                | 1845      |                | 7                |             |                  | 19. st.   | 197,3              |          |
| Kutací 19               | kutací                | 1849      |                | 16               |             |                  | 1864      | 197,3              |          |
| Kutací 20               | kutací                | 1845      |                | 30               |             |                  | 19. st.   | 197,3              |          |
| Kutací 21               | kutací                | 1845      |                | 20               |             |                  | 19. st.   | 197,3              |          |
| Kutací 24               | kutací                | 1859      |                | 31               |             |                  | 1864      | 197,3              |          |
| Světlík 1               | větrní                | 1841      |                | 15               |             |                  | 1883      | 197,3              |          |
| Světlík 2               | větrní                | 1842      |                | 17               |             |                  | 1883      | 197,3              |          |
| Větrní                  | Kutací, větrní        | 1842      |                | 16               |             |                  | 1864      | 197,3              |          |
| Větrní do sloje č. 8    | větrní                | 1848      |                | 20               |             |                  | 1859      | 197,3              |          |

### Koksovna
V roce 1854 v blízkosti větrní jámy č. 17 bylo postaveno 17 úlových koksovacích pecí. Dalších 16 úlových pecí bylo postaveno v roce 1855. V roce 1870 byly úlové pece zrušeny a nahrazeny 17 koksovacími pecemi na novém místě. Zajímavostí je, že na skupinu 7 koksovacích úlových pecí bylo napojeno 5 parních kotlů, které vyráběly páru pro těžní stroj a tahadlové čerpadlo vody. Druhá skupina sestávala z 10 koksovacích pecí typu Gobiet. Provoz koksovny byl ukončen v roce 1872.

### Doprava
Hrušovský důl neměl železniční vlečku a ani nebyl napojen na železniční trať Severní dráhy císaře Ferdinanda. Uhlí bylo přepravováno formanskými povozy na dráhu nebo bylo prodáno přímo na dole.

### Ubytování
V době existence Hrušovského dolu byla vystavěna osada Liščina (jižně od dolu Ida). Její další rozšíření proběhlo v letech 1911 až 1913, kdy Hrušovský důl už neexistoval. Původně bylo v roce 1860 postaveno 10 domů. Některé byly v roce 1913 demolovány.

### Ostatní
Po 123 letech se projevila negativní stránka důlní činnosti Hrušovského dolu. Byla to exploze metanu 20. dubna 1999 v kolonii Liščina. Výbuch vyrazil stěnu finského dvojdomku a způsobil vážné popáleniny majitelce domu. V blízkosti finského domu se nacházela bývalá kutací jáma č. 9, která sloužila jako jáma větrní pro důlní pole Hrušovského dolu.